# Cyanocitta cristata
Синя сойка, или Cyanocitta cristata, е вид птица от семейство Вранови (Corvidae). Видът е незастрашен от изчезване.

## Разпространение
Разпространен е в Канада, Мексико, Сен Пиер и Микелон и САЩ.